# Horst Siegl
Horst Siegl (ur. 15 lutego 1969 w Abertamach) – piłkarz czeski pochodzenia niemieckiego grający na pozycji napastnika. 19-krotnie wystąpił w reprezentacji Czech i strzelił w niej 7 goli. Rozegrał także 4 mecze w reprezentacji Czechosłowacji.

## Kariera klubowa
Karierę piłkarską Siegl rozpoczynał w klubie Slavia Karlovy Vary. Następnie w 1987 roku został zawodnikiem Sparty Praga. W tamtym roku zadebiutował w jej barwach w pierwszej lidze czechosłowackiej. W 1988 roku wywalczył ze Spartą swoje pierwsze w karierze mistrzostwo Czechosłowacji, a także Puchar Czechosłowacji. W sezonie 1989/1990 grał w Rudej Hvězdzie Cheb, a następnie wrócił do Sparty, z którą jeszcze dwukrotnie był mistrzem Czechosłowacji w latach 1991 i 1993 oraz zdobył puchar kraju w 1992 roku. W 1993 roku utworzono ligę czeską i Siegl wywalczył wówczas tytuł króla strzelców zdobywając 20 goli. W 1994 i 1995 roku został ze Spartą mistrzem Czech.
W 1996 roku Siegl odszedł ze Sparty do 1. FC Kaiserslautern, w którym zadebiutował 9 września 1995 roku w przegranym 1:3 wyjazdowym spotkaniu z Eintrachtem Frankfurt. W niemieckiej Bundeslidze grał przez pół roku i wystąpił 13 razy.
Na początku 1997 roku Siegl wrócił do Czech, do Sparty. W sezonach 1996/1997, 1997/1998 i 1998/1999 trzykrotnie z rzędu zostawał najlepszym strzelcem ligi, a Sparta sięgała po kolejne tytuły mistrzowskie. W 2000 roku Siegl także został mistrzem Czech, po raz ostatni w karierze. W Sparcie strzelił łącznie 128 goli w 265 rozegranych spotkaniach.
Na początku 2001 roku Siegl przeszedł do Marili Příbram. W 2004 roku ponownie zmienił klub i trafił do Viktorii Pilzno. Po pół roku gry w tym klubie odszedł do FK SIAD Most. W 2006 roku w barwach tego klubu zakończył karierę piłkarską.
| Sezon   | Klub                 | Kraj           | Rozgrywki      | Mecze | Bramki |
| ------- | -------------------- | -------------- | -------------- | ----- | ------ |
| 1987/88 | Sparta Praga         | Czechosłowacja | I liga         | 2     | 1      |
| 1988/89 | Sparta Praga         | Czechosłowacja | I liga         | 5     | 0      |
| 1989/90 | Rudá Hvězda Cheb     | Czechosłowacja | I liga         | 26    | 2      |
| 1990/91 | Sparta Praga         | Czechosłowacja | I liga         | 25    | 8      |
| 1991/92 | Sparta Praga         | Czechosłowacja | I liga         | 27    | 13     |
| 1992/93 | Sparta Praga         | Czechosłowacja | I liga         | 28    | 14     |
| 1993/94 | Sparta Praga         | Czechy         | Gambrinus Liga | 29    | 20     |
| 1994/95 | Sparta Praga         | Czechy         | Gambrinus Liga | 27    | 10     |
| 1995/96 | Sparta Praga         | Czechy         | Gambrinus Liga | 2     | 1      |
| 1995/96 | 1. FC Kaiserslautern | Niemcy         | Bundesliga     | 13    | 0      |
| 1996/97 | Sparta Praga         | Czechy         | Gambrinus Liga | 29    | 19     |
| 1997/98 | Sparta Praga         | Czechy         | Gambrinus Liga | 26    | 13     |
| 1998/99 | Sparta Praga         | Czechy         | Gambrinus Liga | 30    | 18     |
| 1999/00 | Sparta Praga         | Czechy         | Gambrinus Liga | 25    | 10     |
| 2000/01 | Sparta Praga         | Czechy         | Gambrinus Liga | 11    | 1      |
| 2000/01 | Marila Příbram       | Czechy         | Gambrinus Liga | 14    | 6      |
| 2001/02 | Marila Příbram       | Czechy         | Gambrinus Liga | 30    | 11     |
| 2002/03 | Marila Příbram       | Czechy         | Gambrinus Liga | 27    | 7      |
| 2003/04 | Marila Příbram       | Czechy         | Gambrinus Liga | 12    | 2      |
| 2003/04 | Viktoria Pilzno      | Czechy         | Gambrinus Liga | 13    | 5      |
| 2004/05 | FK SIAD Most         | Czechy         | Gambrinus Liga | 29    | 16     |
| 2005/06 | FK SIAD Most         | Czechy         | Gambrinus Liga | 29    | 9      |
| 2006/07 | FK SIAD Most         | Czechy         | Gambrinus Liga | 5     | 2      |

## Kariera reprezentacyjna
W reprezentacji Czechosłowacji Siegl zadebiutował 25 marca 1992 roku w zremisowanym 2:2 towarzyskim spotkaniu z Anglią. Po rozpadzie Czechosłowacji zaczął grać w reprezentacji Czech, w której po raz pierwszy wystąpił 23 lutego 1994 w sparingu z Turcją (4:1), w którym strzelił 2 gole. W 1997 roku zagrał w Pucharze Konfederacji 1997. W reprezentacji Czechosłowacji wystąpił 4 razy, a w reprezentacji Czech od 1994 do 1998 roku 19 razy i strzelił 7 goli.
| Mecze i gole w reprezentacji | Mecze i gole w reprezentacji | Mecze i gole w reprezentacji | Mecze i gole w reprezentacji | Mecze i gole w reprezentacji | Mecze i gole w reprezentacji | Mecze i gole w reprezentacji |
| #                            | Data                         | Stadion                      | Rywal                        | Wynik                        | Gol                          | Rozgrywki                    |
| 1992 (Czechosłowacja)        | 1992 (Czechosłowacja)        | 1992 (Czechosłowacja)        | 1992 (Czechosłowacja)        | 1992 (Czechosłowacja)        | 1992 (Czechosłowacja)        | 1992 (Czechosłowacja)        |
| ---------------------------- | ---------------------------- | ---------------------------- | ---------------------------- | ---------------------------- | ---------------------------- | ---------------------------- |
| 1.                           | 25.03.1992                   | Praga, Czechosłowacja        | Anglia                       | 2:2                          | 0                            | towarzyski                   |
| 2.                           | 22.04.1992                   | Praga, Czechosłowacja        | Niemcy                       | 1:1                          | 0                            | towarzyski                   |
| 3.                           | 27.05.1992                   | Jastrzębie-Zdrój, Polska     | Polska                       | 0:1                          | 0                            | towarzyski                   |
| 4.                           | 14.11.1992                   | Bukareszt, Rumunia           | Rumunia                      | 1:1                          | 0                            | el. MŚ 1994                  |
| 1994 (Czechy)                |                              |                              |                              |                              |                              |                              |
| 1.                           | 23.02.1994                   | Stambuł, Turcja              | Turcja                       | 4:1                          | 2                            | towarzyski                   |
| 2.                           | 20.04.1994                   | Zurych, Szwajcaria           | Szwajcaria                   | 0:3                          | 0                            | towarzyski                   |
| 3.                           | 25.05.1994                   | Ostrawa, Czechy              | Litwa                        | 5:3                          | 0                            | towarzyski                   |
| 4.                           | 17.08.1994                   | Bordeaux, Francja            | Francja                      | 2:2                          | 0                            | towarzyski                   |
| 5.                           | 06.09.1994                   | Ostrawa, Czechy              | Malta                        | 6:1                          | 3                            | el. ME 1996                  |
| 6.                           | 16.11.1994                   | Rotterdam, Holandia          | Holandia                     | 0:0                          | 0                            | el. ME 1996                  |
| 1995                         |                              |                              |                              |                              |                              |                              |
| 7.                           | 08.03.1995                   | Brno, Czechy                 | Finlandia                    | 4:1                          | 0                            | towarzyski                   |
| 8.                           | 29.03.1995                   | Ostrawa, Czechy              | Białoruś                     | 4:2                          | 0                            | el. ME 1996                  |
| 9.                           | 26.04.1995                   | Praga, Czechy                | Holandia                     | 3:1                          | 0                            | el. ME 1996                  |
| 10.                          | 08.05.1995                   | Bratysława, Słowacja         | Słowacja                     | 1:1                          | 0                            | towarzyski                   |
| 1997                         |                              |                              |                              |                              |                              |                              |
| 11.                          | 12.03.1997                   | Ostrawa, Czechy              | Polska                       | 2:1                          | 0                            | towarzyski                   |
| 12.                          | 02.04.1997                   | Praga, Czechy                | Jugosławia                   | 1:2                          | 0                            | el. MŚ 1998                  |
| 13.                          | 08.06.1997                   | Valladolid, Hiszpania        | Hiszpania                    | 0:1                          | 0                            | el. MŚ 1998                  |
| 14.                          | 11.10.1997                   | Praga, Czechy                | Słowacja                     | 3:0                          | 1                            | el. MŚ 1998                  |
| 15.                          | 15.12.1997                   | Rijad, Arabia Saudyjska      | Urugwaj                      | 1:2                          | 1                            | PK 1997                      |
| 16.                          | 17.12.1997                   | Rijad, Arabia Saudyjska      | Zjednoczone Emiraty Arabskie | 6:1                          | 0                            | PK 1997                      |
| 1998                         |                              |                              |                              |                              |                              |                              |
| 17.                          | 21.05.1998                   | Kobe, Japonia                | Paragwaj                     | 1:0                          | 0                            | Kirin Cup                    |
| 18.                          | 19.08.1998                   | Jokohama, Japonia            | Japonia                      | 0:0                          | 0                            | Kirin Cup                    |
| 19.                          | 27.05.1998                   | Seul, Korea Południowa       | Korea Południowa             | 2:2                          | 0                            | towarzyski                   |